# Brusivka, Ustînivka
Brusivka (în ucraineană Брусівка) este o comună în raionul Ustînivka, regiunea Kirovohrad, Ucraina, formată numai din satul de reședință.

## Demografie
Componența lingvistică a comunei Brusivka
     Ucraineană (94,53%)
     Română (3,65%)
     Rusă (1,82%)
Conform recensământului din 2001, majoritatea populației comunei Brusivka era vorbitoare de ucraineană (94,53%), existând în minoritate și vorbitori de română (3,65%) și rusă (1,82%).